# Anthony Gallagher
Anthony Gallagher (* um 1963) ist ein schottischer Badmintonspieler. 

## Karriere
Anthony Gallagher wurde 1982 schottischer Juniorenmeister im Herreneinzel. Sechs Jahre später siegte er in dieser Disziplin auch bei den Erwachsenen. 1989 und 1990 war er dort erneut erfolgreich. 1989 siegte er bei den Irish Open.

## Sportliche Erfolge
| Saison | Veranstaltung                       | Disziplin    | Platz | Name              |
| ------ | ----------------------------------- | ------------ | ----- | ----------------- |
| 1982   | Schottland: Juniorenmeisterschaften | Herreneinzel | 1     | Anthony Gallagher |
| 1988   | Schottland: Einzelmeisterschaften   | Herreneinzel | 1     | Anthony Gallagher |
| 1989   | Irish Open                          | Herreneinzel | 1     | Anthony Gallagher |
| 1989   | Schottland: Einzelmeisterschaften   | Herreneinzel | 1     | Anthony Gallagher |
| 1990   | Schottland: Einzelmeisterschaften   | Herreneinzel | 1     | Anthony Gallagher |